# Ulieș (okręg Marusza)
Ulieș – wieś w Rumunii, w okręgu Marusza, w gminie Râciu. W 2011 roku liczyła 534 mieszkańców.